# Chionaema scintillans
Chionaema scintillans är en fjärilsart som beskrevs av Rothschild 1936. Chionaema scintillans ingår i släktet Chionaema och familjen björnspinnare. Inga underarter finns listade i Catalogue of Life.